# Sap nin
Pour plus de détails, voir Fiche technique et Distribution.
Sap nin (十年) est un film hongkongais réalisé par Jevons Au, Kiwi Chow, Kwok Zune, Ng Ka-leung et Wong Fei-pang, sorti en 2015.

## Synopsis
Cinq histoires d'anticipation se déroulant de le Hong Kong de 2025.

## Fiche technique
- Titre : Sap nin
- Titre original : 十年
- Réalisation : 
  - Dialect : Jevons Au
  - Self-immolator : Kiwi Chow
  - Extras : Kwok Zune
  - Local Egg : Ng Ka-leung
  - Season of the End : Wong Fei-pang
- Scénario :
  - Dialect : Jevons Au, Chung Chui-yi, Ho Fung-lun et Yang Shu-lu
  - Self-immolator : Kiwi Chow
  - Extras : Chung Fean et Leung Pui-pui
  - Local Egg : Ng Ka-leung
  - Season of the End : Wong Ching et Wong Fei-pang
- Musique :
  - Dialect : Herman Yip Ho-man
  - Self-immolator : Yang Zhichao
  - Extras : Hor Chun
  - Season of the End : Daisuke Kashiwa
- Photographie :
  - Dialect / Extras : Mike Mak
  - Self-immolator : Ho Chiu-Yuen
  - Local Egg : Ng Ka-yin
  - Season of the End : Tze Kin Lau et Chi Him Yuen
- Montage :
  - Dialect : Samuel Chan Ka-hin
  - Self-immolator : Chan Fun-kei et Kwan Man-hin
  - Local Egg : Andrew Choi
- Production : 
  - Dialect : Jevons Au
  - Self-immolator : Kiwi Chow et Lee Man-chi
  - Extras : Gipsy Chang et Kwok Zune
  - Local Egg : Ng Ka-leung
  - Season of the End : Wong Fei-pang
- Société de production : 109G Studio, Breakthrough et Four Parts Production
- Pays :  Hong Kong
- Genre : Drame
- Durée : 104 minutes
- Dates de sortie : 
  -  Hong Kong : 17 décembre 2015

## Distribution
Segment Dialect
- Catherine Chau : la femme du bureau
- Andrew Choi : le chauffeur de taxi
- Joost Hardesmeets : l'étranger
- Gloria Lai Kit-ming : la femme du chauffeur

Segment Self-immolator
- Brenda Chan : Sammy Chan
- Cheung Moon-yuen : Graham Kan
- Cheung Ping-kuen : Dr. David Kwok
- Cho Ying-fat : Joe Juan
- Ho Fung : Thomas Lee
- Ng Kam-chuen : Fai Kee
- Ng Siu-hin  : Amos Au-yeung
- Tanzela Qoser : Karen
- Yau Neo : Marco
- Yuen Ben : Bruce Ngai

Segment Extras
- Peter Chan : Peter
- Chan Wai-sin : Lam King-chee
- Hui Pui-do : le chef Bill
- Tsang Man-wai : Yeung Kam-wa
- Wang Hongwei : Cheung Kwan-cheung

Segment Local Egg
- Hui Yuk-ming : Ming
- Lai Chung-hin : On, le libraire
- Liu Kai-chi : Sam
- Wai Bing-ting : Chun
- Wong Hing-nam : Cheung

Segment Season of the End
- Lau Ho-chi
- Wong Ching

## Distinctions
Le film a reçu le Hong Kong Film Award du meilleur film.